# Chaba Peak
Chaba Peak är en bergstopp i Kanada.   Den ligger i provinsen Alberta, i den centrala delen av landet, 3 100 km väster om huvudstaden Ottawa. Toppen på Chaba Peak är 3 184 meter över havet, eller 403 meter över den omgivande terrängen. Bredden vid basen är 6,4 km.
Terrängen runt Chaba Peak är bergig norrut, men söderut är den kuperad.Trakten runt Chaba Peak är nära nog obefolkad, med mindre än två invånare per kvadratkilometer.. Det finns inga samhällen i närheten. 
Trakten runt Chaba Peak är permanent täckt av is och snö.